# 호소야 요시마사
호소야 요시마사(일본어: 細谷 佳正, 1982년 2월 10일 ~ )는 일본의 남자성우다.

## 출연 작품

### TV 애니메이션
2008년
- 건슬링거 걸 -일 테아트리노-(아마디오)
- 유희왕 5D's (딕 피터)

2010년
- 회장님은 메이드사마(쿠로사키 류노스케)
- 카타나가타리(야스리 시치카)

2011년
- 유희왕 ZEXAL - IV
- 치하야후루(와타야 아라타)
- NO.6(네즈미)
- 모시도라(호시데 쥰)
- 레벨 E(츠츠이 유키타카)

2012년
- 마기(마스루르)
- 신 테니스의 왕자(시라이시 쿠라노스케)
- 이누×보쿠 SS(소리노즈카 렌쇼)
- 쿠로코의 농구(휴가 준페이)
- IXION SAGA DT(펫)

2013년
- 네가 있는 마을(키리시마 하루토)
- 다이아몬드 에이스(유우키 테츠야)
- 스트라이크 더 블러드(아카츠키 코죠)
- 일주일간 친구(키류 쇼고)
- 진격의 거인 1기 (라이너 브라운)
- 테라포마스(히자마루 아카리)
- 혁명기 발브레이브(익스아인)

2014년
- 블랙 불릿(카타기리 타마키)
- 아르슬란 전기(다륜)
- 아카메가 벤다!!(웨이브)
- 유희왕 ARC-V 아카바 레이지
- 하이큐!!(아즈마네 아사히)
- Free! -Eternal Summer- (야마자키 소스케)

2015년
- 기동전사 건담 철혈의 오펀스(올가 이츠카)
- 던전에서 만남을 추구하면 안 되는 걸까 (벨프 크로조)
- 종말의 세라프 나고야 결전편(나루미 마코토)
- 하이큐!!2기(아즈마네 아사히)
- 스타뮤(텐겐지 카케루)
- 진격! 거인 중학교 (라이너 브라운)

2016년
- 나의 히어로 아카데미아(토코야미 후미카게)
- 모브사이코100(오니가와라 텐가)
- 아인(카이토)
- 테라포마스 리벤지(히자마루 아카리)
- 타나카 군은 항상 나른해(오오타)
- 문호 스트레이독스 (쿠니키다 돗포)
- 유리!!! on ICE (오타베크 알틴)

2017년
- 진격의 거인 2기 (라이너 브라운)

2018년
- Free! -Dive to the Future- (야마자키 소스케)

2019년
- 귀멸의 칼날 (카이가쿠)
- 진격의 거인 3기 2쿨 (라이너 브라운)

2020년
- 진격의 거인 파이널 1쿨 (라이너 브라운)

### 극장판 애니메이션
2016년
- 디지몬 어드벤처 트라이 제3장: 고백 (이시다 야마토)

2017년
- Free! -Timeless Medley- 絆 (야마자키 소스케)

- Free! -Timeless Medley- 約束 (야마자키 소스케)
- Free! -Take Your Marks- (야마자키 소스케)

2018년
- 이별의 아침에 약속의 꽃을 장식하자 (랭)
- 디지몬 어드벤처 트라이 제6장: 우리들의 미래 (이시다 야마토)
- 몬스터 스트라이크 The Movie 하늘의 저편
- 문호 스트레이 독스 Dead apple (쿠니키다 돗포)

2019년
- Free! -Road to the World- 夢 (야마자키 소스케)

2020년
- 디지몬 어드벤처 라스트 에볼루션 인연 (이시다 야마토)
- 도로헤도로: 파트 1 (이시다 야마토)

2022년
- 극장판 후르츠 바스켓: 프렐류드 (혼다 카츠야)

2024년
- 극장판 하이큐!! 쓰레기장의 결전 (아즈마네 아사히)
- 진격의 거인 더 라스트 어택 (라이너)

### OVA
2006년
- 테니스의 왕자 OVA(시라이시 쿠라노스케)

2009년
- 전파적 그녀(쥬자와 쥬우)

### 특촬
- 가면라이더 오즈 (아게하야미)